# 四粉草科
四粉草科也叫四核草科，只有2属3种，分布在热带和亚热带美洲、澳大利亚、阿根廷南部和新西兰。
本科植物为多年生直立或匍匐草本，含有芳香油，单叶小，对生，肉质或革质，有明显的腺点；花小，辐射对称，花瓣4；果实为小核果。

## 属
- 红锈草属 Polypremum L.,1753 - 只有1种（Polypremum procumbens）生长在从美国南部到南美洲北部地区。
- 四核香属 Tetrachondra Petrie ex Oliv., 1892 - 生长在阿根廷南部的巴塔哥尼亚地区、澳大利亚南部和新西兰。

1981年的克朗奎斯特分类法将Polypremum属分入马钱科，Tetrachondra属列入唇形科，1998年根据基因亲缘关系分类的APG 分类法认为应该合并为一个新科，列入唇形目。